# Stephen Kent
Stephen Kent é um cientista da computação.
Em 2013 foi induzido no Internet Hall of Fame.